# Bolbellini
Bolbellini – plemię modliszek z rodziny Chroicopteridae i podrodziny Chroicopterinae.
Samce są w pełni uskrzydlone, samice zaś krótkoskrzydłe. Synamporfie plemienia obecne są w budowie samczych genitaliów. Fallomer brzuszny ma silnie wydłużony, ząbkowany i dogłowowo sterczący wyrostek dystalny wtórny boczny, zwykle wykształcony, zaostrzony, acz krótki wyrostek dystalny wtórny środkowy oraz silnie rozwinięty i wydłużony płat nasadowy, choć ta ostatnia cecha uległa wtórnej redukcji u części przedstawicieli rodzaju nienominatywnego. U rodzaju nominatywnego większość gatunków ma na flagellum apofizy falloidalnej liczne guzki.
Przedstawiciele plemienia występują wyłącznie w krainie etiopskiej.
Takson ten wprowadzony został przez Christiana J. Schwarza i Rogera Roya w 2019 roku. Obejmuje 9 opisanych gatunków, sklasyfikowanych w dwóch rodzajach:
- Bolbella Giglio-Tos, 1915
- Dystactula Giglio-Tos, 1927